# Akbarpur (Ambedkar Nagar)
Akbarpur is een stad en gemeente in het district Ambedkar Nagar van de Indiase staat Uttar Pradesh. 

## Demografie
Volgens de Indiase volkstelling van 2001 wonen er 33.889 mensen in Akbarpur, waarvan 52% mannelijk en 48% vrouwelijk is. De plaats heeft een alfabetiseringsgraad van 63%. 